# Benavites
Benavites es un municipio de la provincia de Valencia en la Comunidad Valenciana, España perteneciente a la comarca del Campo de Murviedro.

## Geografía
Integrado en la comarca de Campo de Morvedre, se sitúa a 39 kilómetros de la capital valenciana. El término municipal está atravesado por la autopista del Mediterráneo (AP-7), por la autovía del Mediterráneo (A-7) y por la carretera nacional N-340, entre los pK 941 y 942, además de por una carretera local que conecta con Quartell.
El relieve del municipio es llano, definido por el Valle de Segó, muy cerca de la costa. La altitud oscila entre los 45 m al oeste y 1 m al este. El pueblo se alza a 39 m s. n. m.

### Localidades limítrofes
| Noroeste: Almenara (Castellón) | Norte: Almenara (Castellón) | Noreste: Almenara (Castellón) |
| Oeste: Quartell                |                             | Este: Sagunto                 |
| Suroeste: Quartell             | S                           |                               |

provincia de Valencia y Almenara en la provincia de Castellón.

## Historia

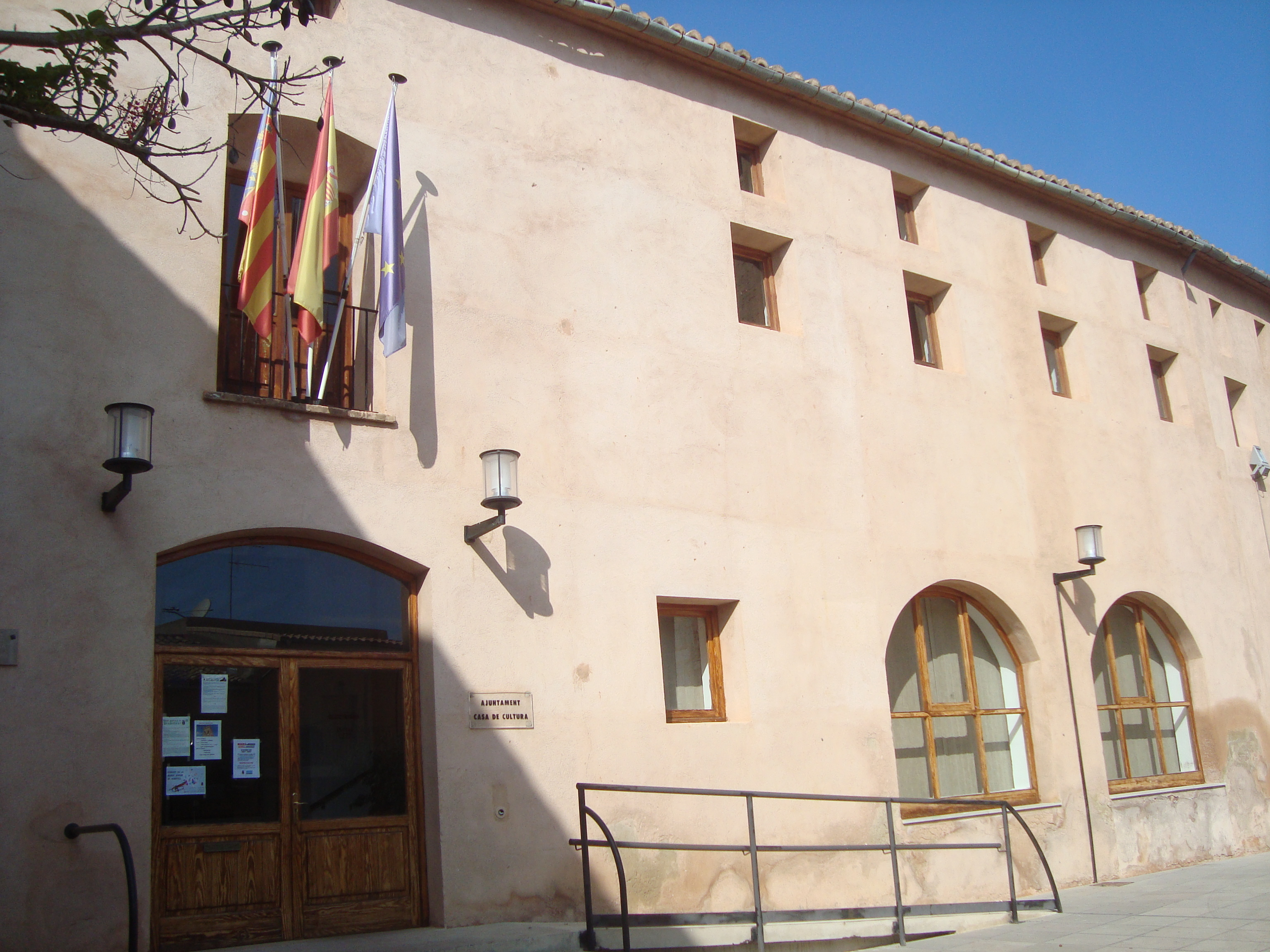
Ayuntamiento de Benavites (Valencia).

La población es de origen musulmán, y según Miguel Asín Palacios en su Contribución a la toponimia árabe de España, el topónimo provendría del árabe Ibn Abidis, hijo de Abidis (nombre propio de persona). Después de la conquista fue donada por el rey Jaime I a Bernat Matoses, cuya familia la vendió en 1394 a Bernat Vives de Cañamars. Posteriormente pasó a manos del Consejo de Valencia, que más tarde la vendió a la Corona. En el siglo XV vuelve a ser lugar de señorío, perteneciendo a los condes de Almenara y Cocentaina, que ordenaron la construcción de la Torre de la Señoría. En 1619 es vendido a Pere Eixarch de Bellvís; siendo en 1624 convertido en condado y en 1628 en marquesado. Perteneció a esta familia hasta la supresión de los señoríos en 1814. Durante el siglo XIX se añadieron al municipio una serie de lugares colindantes, de entre los que destaca la anexión de Benicalaf en 1856, lo que provocó diversos conflictos con Faura y con Benifairó de los Valles, a causa de las aguas de riego.

## Demografía
Benavites cuenta con una población de 661 habitantes (INE 2024).
| Gráfica de evolución demográfica de Benavites entre 1842 y 2021                                                     |
| |
| Población de derecho según los censos de población del INE Población de hecho según los censos de población del INE |

## Economía

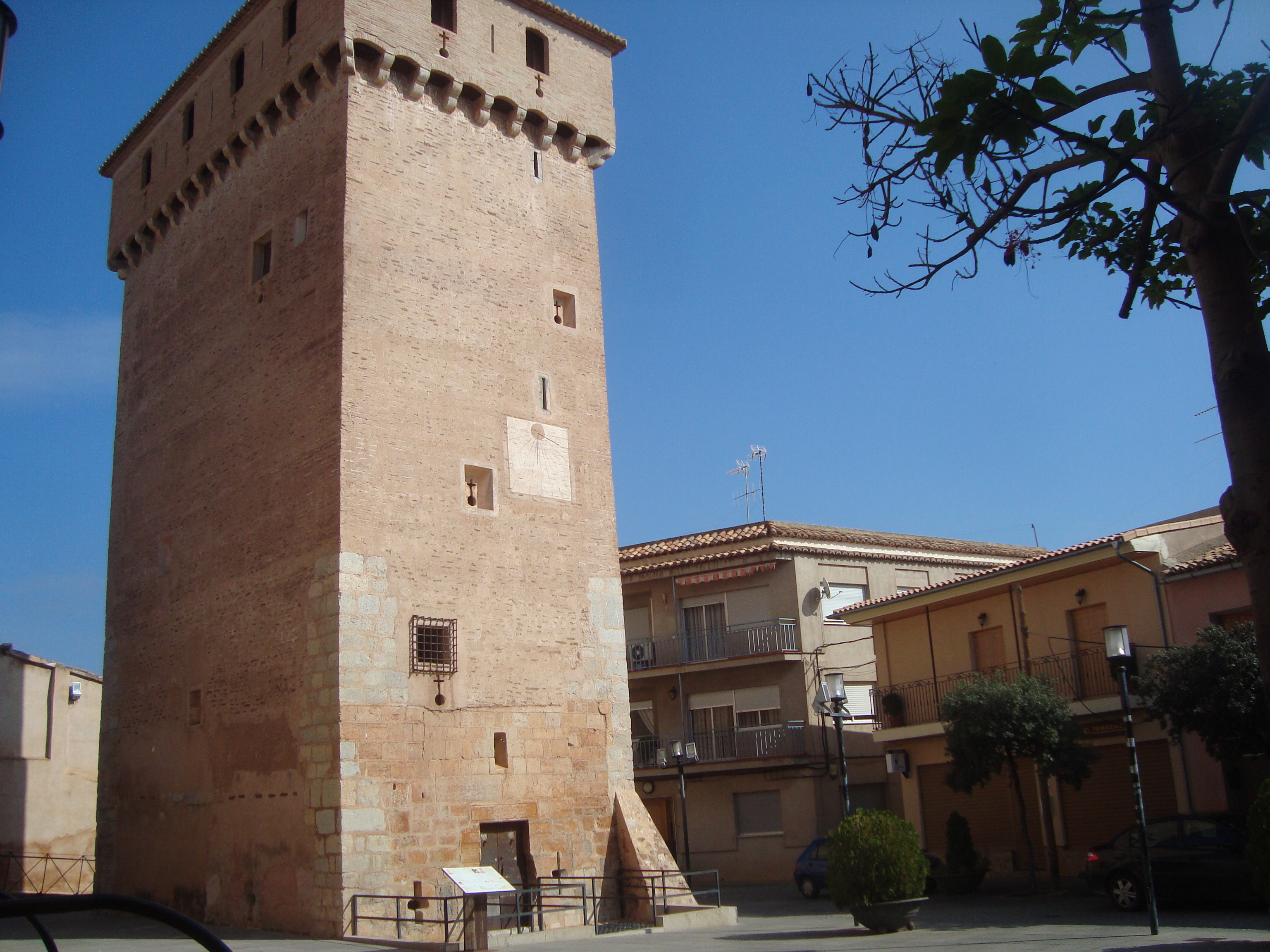
Torre de Benavites (Valencia).

La totalidad de los cultivos son de regadío, siendo en su mayoría naranjos, el resto está dedicado a hortalizas, árboles frutales y arroz. Se riega con aguas de la fuente de Cuart. Se cría ganado lanar y animales domésticos.

## Administración y política
| Periodo   | Nombre                 | Partido       |
| --------- | ---------------------- | ------------- |
| 1979-1983 | José Navarro Vilanova  | UCD           |
| 1983-1987 | José Navarro Vilanova  | Independiente |
| 1987-1991 | Manuel Gómez Alcaide   | PSPV-PSOE     |
| 1991-1995 | Manuel Gómez Alcaide   | PSPV-PSOE     |
| 1995-1999 | Mario J. Gómez Gómez   | PSPV-PSOE     |
| 1999-2003 | Carlos Gil Santiago    | PP            |
| 2003-2007 | Soraya Sanchis Escrivá | PSPV-PSOE     |
| 2007-2011 | Soraya Sanchis Escrivá | PSPV-PSOE     |
| 2011-2015 | Carlos Gil Santiago    | PP            |
| 2015-2019 | Carlos Gil Santiago    | PP            |
| 2019-2023 | Carlos Gil Santiago    | PP            |
| 2023-act. | Carlos Gil Santiago    | PP            |

## Patrimonio

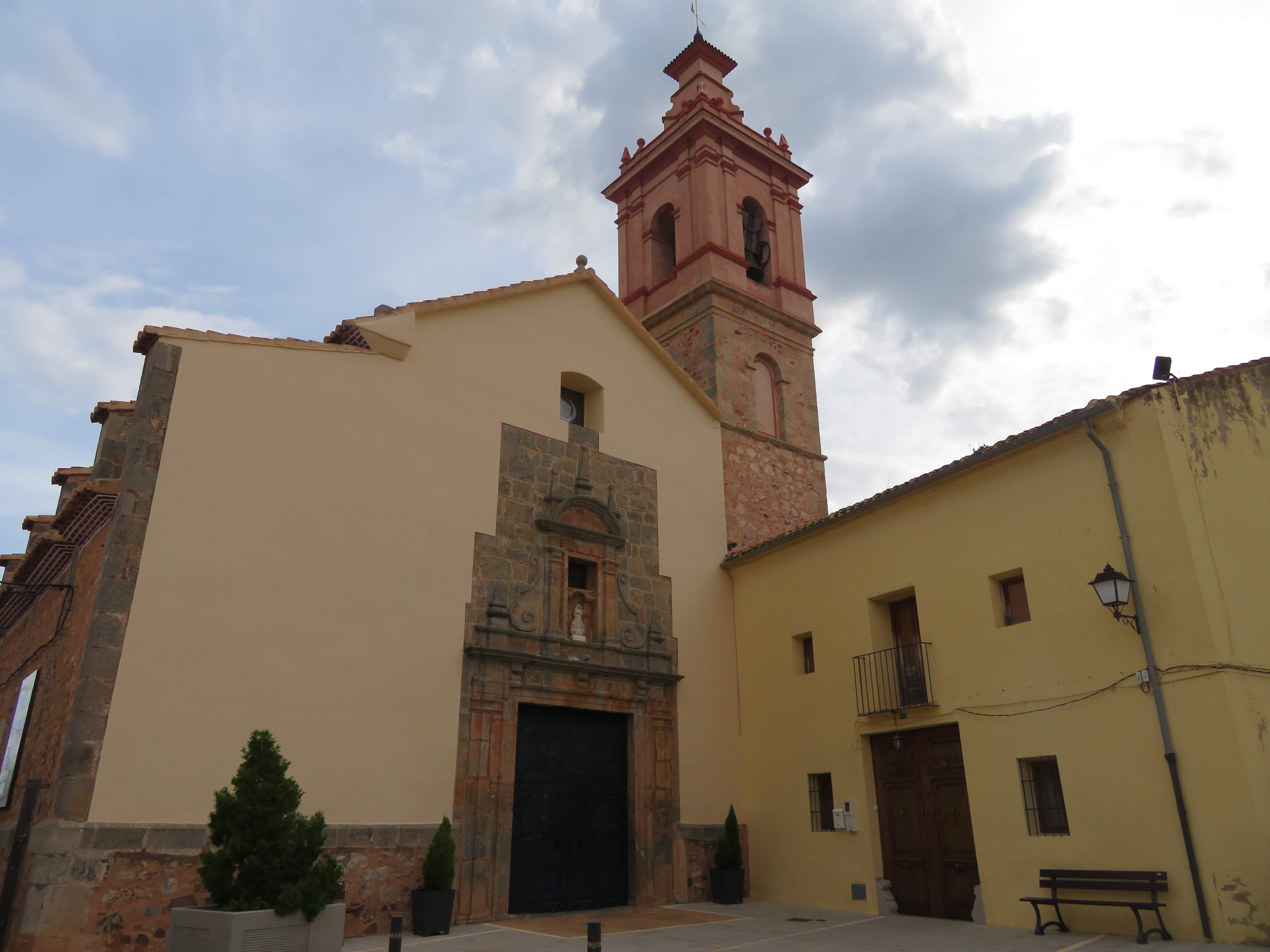
Iglesia de Nuestra Señora de los Ángeles (Benavites).

- Iglesia de Nuestra Señora de los Ángeles (Benavites).Iglesia parroquial. Está dedicada a Nuestra Señora de los Ángeles.
- Torre de Benavites. Torre cuadrangular de los siglos XIII o XIV de 25 m. de alzada. Junto al que fue palacio del marqués de Bélgida se alza una torre de regular altura y planta cuadrada. En ella figuran varias lápidas romanas y hebraicas. Está catalogada como monumento nacional.

## Fiestas
- Fiestas patronales. Se celebran en honor de Nuestra Señora de los Ángeles y San Pablo. Tienen comienzo el último sábado de junio, y son organizadas por los clavarios, los jóvenes de 22 años del municipio.